# Gemma Dudley
Gemma Dudley, née le 8 mars 1990 à Palmerston North, est une coureuse cycliste néo-zélandaise.

## Palmarès sur piste

### Championnat du monde
- Le cap 2008
  -  Médaillée d'argent du scratch juniors
  -  Médaillée d'argent de la poursuite par équipes juniors
  -  Médaillée de bronze de la course aux points juniors
  -  Médaillée de bronze de la  poursuite juniors
- Ballerup 2010
  - 8e de l'omnium
- Melbourne 2012
  - 14e du scratch

### Championnats d'Océanie
- 2007
  - 2e de la course aux points juniors
- 2009
  -  Médaillée d'argent de la poursuite par équipes
  -  Médaillée d'argent de la course aux points
- 2011
  -  Médaillée de bronze de la poursuite par équipes
  -  Médaillée de bronze de la course aux points
- 2012
  -  Médaillée d'argent de la poursuite par équipes

### Championnats nationaux
- 2006
  - 3e de la course aux points juniors
- 2007
  - 2e de la vitesse juniors
- 2010
  -  Championne de Nouvelle-Zélande de l'omnium
- 2012
  - 3e du scratch
- 2013
  - 3e de la poursuite par équipes

### Autre
- 2012
  - 2e du GP Perth (course aux points)

## Palmarès sur route
- 2007
  -  Médaillée de bronze du championnat d'Océanie sur route juniors
  -  Médaillée de bronze du championnat d'Océanie du contre la montre juniors